# 植木義明
植木 義明（うえき よしあき、1953年2月21日 - ）は、日本の実業家。植木組代表取締役社長。

## 人物・経歴
1983年、植木組入社。1987年、取締役就任。海外事業部長、東京支店長、営業本部長などを経て、2001年、専務取締役、2004年から技術本部長、代表取締役副社長執行役員。2006年より代表取締役社長に就任した。2024年4月より社長を退任し、代表権のある会長に就任する。
横浜国立大学工学研究科大学院（建築学専攻）修了。
社長就任後は新潟県中越沖地震や東日本大震災の復旧工事、柏崎駅前の新本社建設・移転などを指揮してきた。近年は建設現場のICT（情報通信技術）対応やDX推進などにも力を入れた。